# Pornothemis starrei
Pornothemis starrei är en trollsländeart som beskrevs av Maurits Anne Lieftinck 1948. Pornothemis starrei ingår i släktet Pornothemis och familjen segeltrollsländor. Inga underarter finns listade i Catalogue of Life.